# Adam Cekański
Adam Aleksander Cekański (ur. 22 października 1921 w Krakowie, zm. 4 stycznia 2016) – ginekolog, położnik i endokrynolog, wykładowca i prorektor Śląskiej Akademii Medycznej w Katowicach, profesor zwyczajny. Był emerytowanym Kierownikiem IV Katedry i Kliniki Położnictwa i Ginekologii Śląskiej Akademii Medycznej, prorektorem ds. szkolenia podyplomowego w latach 1982–1987. Odznaczony m.in. Krzyżem Kawalerskim Orderu Odrodzenia Polski, odznaką „Za wzorową pracę w służbie zdrowia”, Wawrzynem Lekarskim oraz tytułem honorowym „Zasłużony Nauczyciel Polskiej Rzeczypospolitej Ludowej” (1983).

## Życiorys
Urodził się w rodzinie inteligenckiej. Jego oboje rodzice byli nauczycielami. Zdawał maturę w 1939, na kilka miesięcy przed wybuchem wojny. Dostał się na medycynę na Uniwersytecie Jagiellońskim, ale po zamknięciu uczelni przez Niemców zaczął naukę w krakowskiej Szkole Handlowej. Po jej ukończeniu pracował jako urzędnik w miejskim Zarządzie Nieruchomości w Krakowie. Był żołnierzem AK.
Po zakończeniu działań wojennych ponownie zdawał na medycynę na UJ. Dyplom lekarza uzyskał w 1949 roku, a rok później obronił doktorat.
Od 1 października 1949 pracował na chirurgii w Szpitalu Powiatowym w Mikołowie. W 1954 przeniósł się do II Kliniki Położnictwa i Chorób Kobiecych Śląskiej Akademii Medycznej w Bytomiu, a od 1979 pracował w Katedrze i Klinice Ginekologii i Położnictwa w Tychach.
Przedmiotem badań naukowych prof. Cekańskiego była m.in. niepłodność u kobiet i mężczyzn, antykoncepcja, diagnostyka perinatalna, cukrzycą ciążowa i geriatria ginekologiczna. Była autorem wielu artykułów w krajowych i zagranicznych czasopismach specjalistycznych oraz podręczników, m.in. wydanego w 1961 podręcznika Pielęgniarstwo położnicze, współautorem wydanej pod red. Rudolfa Klimka Ginekologii (1982) oraz Medycyny perinatalnej pod red. Zbigniewa Słomki (1984). Przeszedł na emeryturę w 1992.

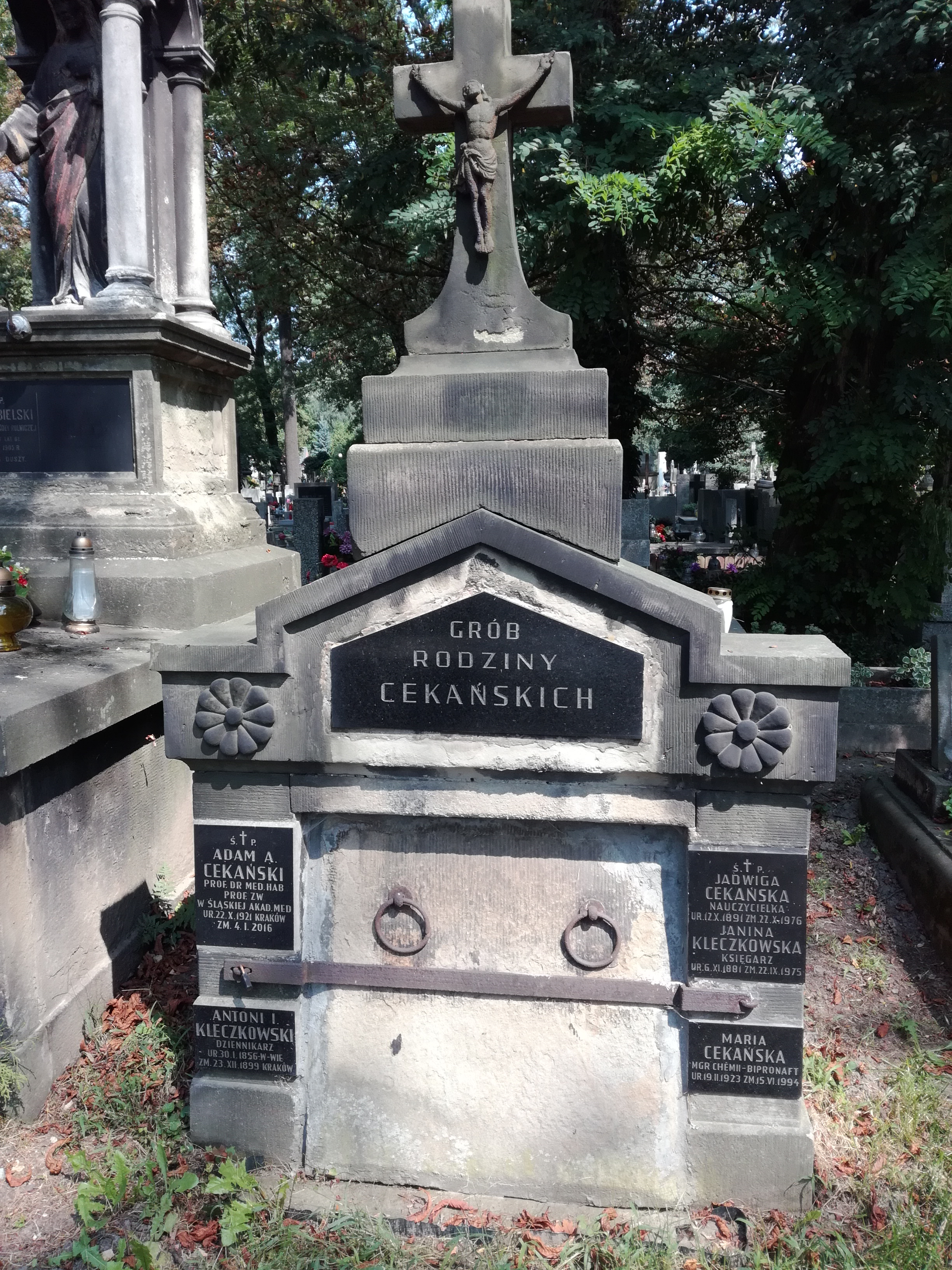
grób prof. Adama Cekańskiego na cmentarzu Rakowickim

Został pochowany na cmentarzu Rakowickim w Krakowie (kwatera BD, płd.)

## Źródła
- Prof. zw. dr hab. Adam Aleksander Cekański, [w:] baza „Ludzie nauki” portalu Nauka Polska (OPI PIB) [dostęp 2023-01-26].
- Prof. Adam Cekański nie żyje. Był nestorem śląskich ginekologów. katowice.wyborcza.pl, 2016-01-06. [dostęp 2016-01-08].
- Zmarł nestor polskiego położnictwa. Medycyna praktyczna dla lekarzy, 2016-01-05. [dostęp 2016-01-08].
- „Klinika. Miesięcznik Szpitala Specjalistycznego w Bytomiu”. nr 138, 2014-03. ISSN 1897-9521.brak numeru strony